# تجارت فردا
تجارت فردا ، هي مجلة إيرانية إقتصادية تصدر أسبوعياً والناطقة باللغة الفارسية، تقع مقرها في العاصمة الإيرانية طهران ، أسست سنة 2008م على يد علي رضا بختياري.

## وصلة خارجية
الموقع الرسمي